# Жагель, Пётр Иванович
Пётр Иванович Жагель (1923—1981) — советский журналист, редактор мелитопольской газеты «Серп и молот» (1963—1981).

## Биография
Пётр Жагель родился 28 апреля 1923 года в селе Казаки Елецкого района. Детство Петра прошло в Днепропетровске, где его отец работал мастером на коксохимическом заводе. В 1934 году из-за болезни и инвалидности отца семья переехала в Белоруссию. В 1939 году Пётр вступил в комсомол, а в июне 1941 года окончил среднюю школу.
Петра не призывали в армию по инвалидности, но при подходе немецких войск к городу он добровольно вступил в 383-ю стрелковую дивизию на должность литературного сотрудника дивизионной газеты и служил в составе этой дивизии до 1946 года, когда ушёл в запас в звании старшего лейтенанта. В феврале 1946 года вступил в КПСС.
После армии стал работать собственным корреспондентом областной газеты «Большевик Запорожья», а затем — газеты «Запорожская правда». В 1949—1951 годах проходил обучение в Харьковской областной партийной школе, после чего опять вернулся работать корреспондентом в «Запорожскую правду». В 1957 году уволился из газеты в связи с её реорганизацией и некоторое время работал секретарём партийной организации колхоза им. Кирова в селе Вознесенка Мелитопольского района, но в 1958 году вернулся собственным корреспондентом в «Запорожскую правду».
В марте 1963 года Пётр Жагель был назначен редактором газеты «Серп и молот» в Мелитополе (ныне «Новый день»), и работал в ней до конца жизни.
Также 19 марта 1963 года «Серп и молот» стал официальным печатным органом парткома мелитопольского производственного колхозно-совхозного управления, райисполкома, горкома партии и горисполкома. 13 января 1965 года статус газеты «Серп и молот» немного изменился — теперь она была печатным органом городского и районного Советов депутатов трудящихся, горисполкома и райисполкома. В 1976 году газета была награждена почётной грамотой Верховного Совета УССР.
Под руководством Петра Жагеля при редакции «Серпа и молота» была создана общественная приемная и литературное объединение, поддерживавшее молодых писателей. В литературном объединении начинали свою карьеру прославившиеся впоследствии мелитопольские писатели и поэты Павел Ловецкий, Иван Олексенко, Александр Фесюк.
Умер Пётр Жагель 15 декабря 1981 года. Пост редактора газеты в 1982 году занял Степан Кузьмич Ткаченко.

## Память
- В 2010 году в Мелитополе был проведён конкурс журналистов городских и районных СМИ на премию имени Петра Жагеля[3].